# Сан-Педро-де-Макорис (город)
Сан-Педро-де-Макорис (исп. San Pedro de Macorís) — город и муниципалитет в Доминиканской Республике, административный центр одноимённой провинции Сан-Педро-де-Макорис. Он граничит с муниципалитетами: Консуэло (Сан-Педро-де-Макорис) на севере, Сабана-де-ла-Мар на северо-западе, Рамон-Сантана на востоке и Гуаяканес на западе, а также с юга омывается водами Карибского моря. Сан-Педро-де-Макорис расположен в 70 км от столицы страны Санто-Доминго.

## Название
Сан-Педро в названии города появилось раньше Макориса. Есть три версии о происхождении этого наименования: по первой оно связано с пляжем Сан-Педро в порту города; по второй оно относится к генералу Педро Сантане, первому президенту страны; а по третьей оно просто объясняется необходимостью отличия его от города Сан-Франсиско-де-Макориса, расположенного на севере. Макорис же является старинным названием территории, на которой находятся эти 2 города.
Сан-Педро-де-Макорис поэтически называли «Макорисом моря», «Султаном востока» или что чаще встречается: «Столицей востока».

## История
Сан-Педро-де-Макорис был основан в конце XIX века кубинцами, бежавшими сюда от происходившей на их родине Войны за независимость. Их знания и умения в области возделывания и переработки сахарного тростника способствовали дальнейшему бурному росту сахарной промышленности на территории Сан-Педро-де-Макориса. Город достиг пика своего расцвета в первой четверти XX века, когда из-за Первой мировой войны цены на сахар значительно выросли на международном рынке. Множество европейцев поселялось в городе, делая его центр космополитическим. Авиакомпания Pan American осуществляло регулярные рейсы города с помощью гидросамолётов, в это время порт Сан-Педро-де-Макориса проявлял большую коммерческую активность, нежели столичный порт Санто-Доминго.
Сан-Педро-де-Макорис стал пионером среди доминиканских городов в различных областях. Так, здесь появились первые в стране пожарный корпус, национальный бейсбольный чемпионат, телефонный и телеграфный центры, ипподром и многое другое. Первый сахарный завод был основан Хуаном Амечасуррой, начал функционировать 9 января 1879 года. К 1894 году в провинции уже было множество сахарных заводов, отвечающих высокому уровню прогресса того времени. С экономическим ростом наблюдалось и интеллектуальное развитие города: открывались школы, учреждались новые газеты, такие как «Las Novedades», «Boletín», «La Locomotora» и «El Cable.»

## Образование
В Сан-Педро-де-Макорисе располагается Центральный университет Востока, открытый в октябре 1970 года.

## Спорт
В городе базируется бейсбольный клуб «Эстрельяс Ориенталес», выступающий в Доминиканской зимней бейсбольной лиге.

## Известные уроженцы
- Педро Мир (1913—2000), поэт, преподаватель, юрист